# Palais de la Porte-Dorée
Pour les articles homonymes, voir Porte dorée.
Vous pouvez aider à l'améliorer ou bien discuter des problèmes sur sa page de discussion.
Le palais de la Porte-Dorée, construit à l'occasion de l'Exposition coloniale internationale de 1931, est un édifice situé à la porte Dorée dans le 12e arrondissement de Paris (France). Il abrite aujourd’hui le musée de l'Histoire de l'immigration et l’aquarium du palais de la Porte-Dorée. 
Ce bâtiment de 17 000 m2 est considéré comme un joyau de l'Art déco, l'un des plus représentatifs à Paris de ce mouvement d'architecture monumentale (précédant le palais de Chaillot et le palais de Tokyo inaugurés en 1937).

## Contexte et histoire du bâtiment

### Des affectations successives
Tout d'abord « Musée des Colonies » de 1931 à 1935 (avec sa dédicace d'inauguration « À la France colonisatrice et civilisatrice » et montrant la diversité démographique, culturelle, linguistique, ethnique, mais aussi faunistique de l’empire colonial français, avec des aquariums et terrariums), il change plusieurs fois de nom, devenant en 1935 « Musée de la France d’outre-mer », en 1960 « Musée des arts africains et océaniens » et de 1990 à 2003 « Musée national des Arts d’Afrique et d’Océanie ». Le nom du musée a été ainsi changé par trois fois, mais à la fin du XXe siècle il devenait nécessaire de renouveler aussi le contenu du Palais, dans un contexte où la création du « musée des Arts et Civilisations d’Afrique, d’Asie, d’Océanie et des Amériques » voulu par le président de la République Jacques Chirac, allait absorber la plupart des œuvres d’« art premier ». Le musée du quai Branly sera inauguré par Jacques Chirac le juin 2006.
En octobre 2007, la « Cité nationale de l'histoire de l'immigration » (CNHI) est inaugurée au sein du Palais, puis devient en 2012 le musée national de l'histoire de l'immigration.
En janvier 2012, l’Établissement public du Palais de la Porte Dorée (EPPPD) est officiellement créé par décret. Il gère le monument historique du palais de la Porte Dorée, le musée national de l'histoire de l'immigration et l'aquarium du palais de la Porte-Dorée. Sa mission est de mettre en valeur l’ensemble patrimonial du palais de la Porte-Dorée et de développer les projets scientifiques et culturels du musée et de l’aquarium.

### Conception et construction
Le palais de la Porte-Dorée a été construit en l'espace de 18 mois pour l'Exposition coloniale internationale de 1931 par l'architecte français Albert Laprade, dans le style du mouvement Art déco qui prit son essor durant les années 1920. Il réalise pour l’événement une synthèse architecturale. La façade monumentale et l’imposant péristyle évoquent l’architecture des temples grecs mais aussi le classicisme français, à l’instar de la colonnade du Louvre. Les lignes géométriques et épurées du bâtiment sont typiques du mouvement Art déco, tout comme une grande partie du décor et du mobilier du monument. Le palais n’est donc pas dominé par un unique style architectural et se présente plutôt comme une synthèse de différents styles. À cet égard, il se distinguait d’ailleurs des autres pavillons de l’Exposition coloniale.
Le caractère pérenne de ce bâtiment est affirmé dès sa construction. Celui-ci doit continuer à véhiculer le discours de l'Exposition coloniale. Conçu comme un condensé de l’Empire colonial français présenté sous son meilleur jour, le bâtiment est destiné à être un outil de promotion des relations idéalisées de la métropole avec ses colonies. En montrant la diversité des ressources de la France d’outre-mer et les productions artistiques qui fascinent les Européens, il doit ainsi faire aimer les colonies aux visiteurs et les inciter à investir dans ces produits. Le bâtiment et son décor sont également conçus pour donner envie de s'installer dans les colonies, à un moment où le processus de peuplement ralentit fortement. Ils s'inscrivent dans un contexte artistique marqué par l'exotisme et l'égyptomanie. Les œuvres peintes et sculptées s'attachent à montrer la diversité humaine dans ses composantes culturelles et physiques. Il s'agit également de montrer ce que l'on considère alors comme les « bienfaits » de la colonisation française, tout en cachant les aspects négatifs de celle-ci.

## Description
Le bâtiment de 17 000 m2 témoigne de la double inspiration de son auteur : sa silhouette parfaitement symétrique, sa façade austère sont d'inspiration très classique alors que sa technique d'éclairage zénithal s'inspire de l’architecture du Maroc, où Albert Laprade a exercé. La façade est ornée d'un bas-relief dû à Alfred Janniot, qui veut illustrer la richesse des colonies. À l'intérieur, dans la salle des fêtes (aujourd’hui le forum), qui constitue le cœur du bâtiment, on découvre une grande fresque de Pierre-Henri Ducos de La Haille illustrant le rayonnement de la France à travers le monde et ses apports aux colonies. L'édifice comporte de multiples éléments décoratifs d'inspiration exotique.
En 1987, certaines parties et en particulier la façade, sont classées au titre des monuments historiques et le reste du bâtiment est inscrit cette même année.

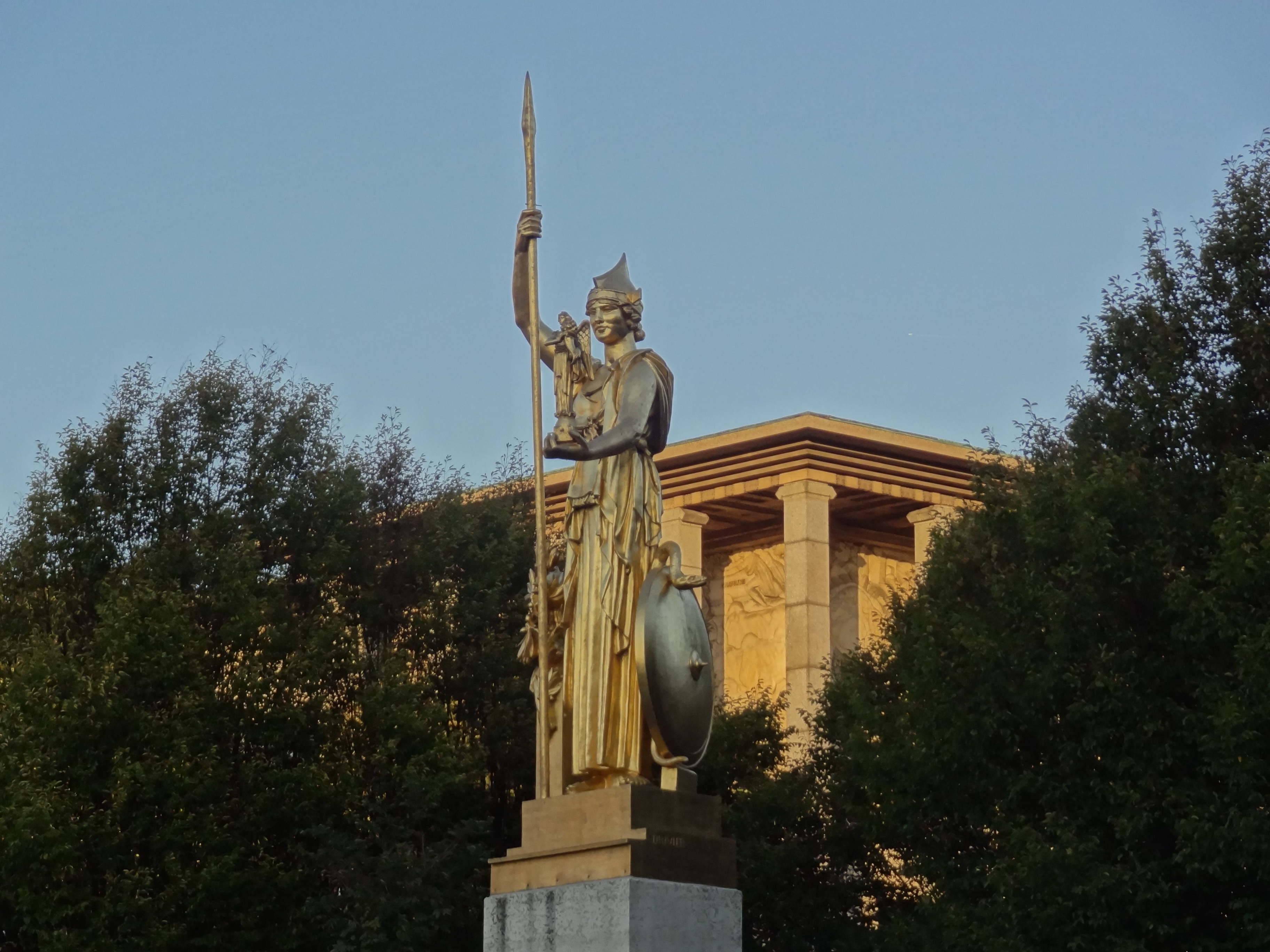
Vue depuis l'avenue Daumesnil.
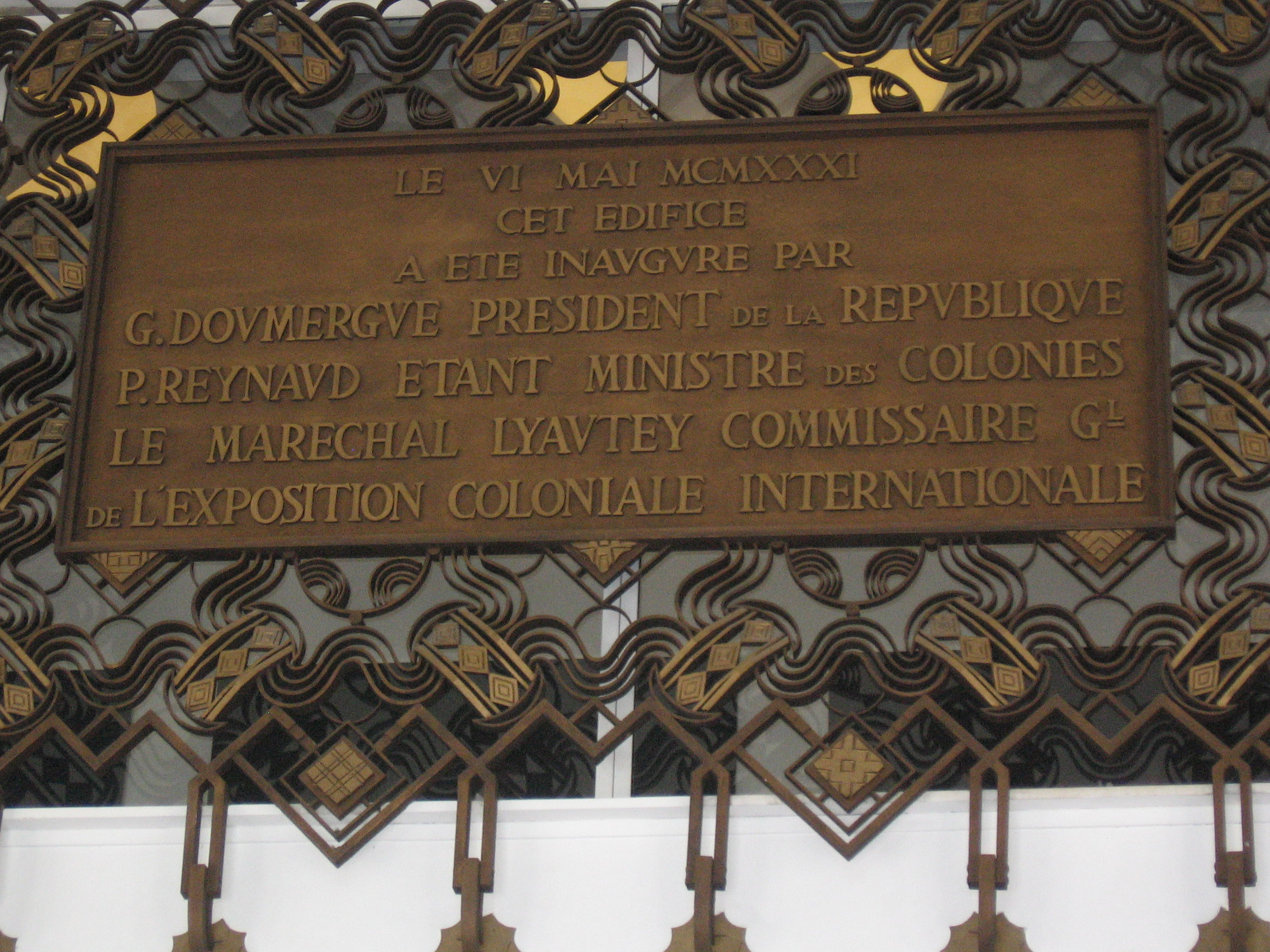
Plaque d'inauguration du bâtiment en 1931.

### Architecture et décorations
- Architectes principaux :  Albert Laprade, Léon Jaussely et Léon Bazin
- Décorations extérieures : bas-reliefs d’Alfred Janniot
- Ferronneries d'Edgar Brandt, Raymond Subes, Gilbert Poillerat et la maison Baguès pour la rampe des escaliers.
- Décorations intérieures : peintures de Ducos de La Haille, en collaboration avec Étienne Hauville pour le Forum ; Louis Bouquet, André, Ivanna Lemaître pour les salons historiques.
- Mobilier de Jacques-Émile Ruhlmann et Eugène Printz pour les salons ovales.
- Sols de la maison Gentil & Bourdet, Alphonse Gentil et François Bourdet.
- Grille d'entrée : Jean Prouvé
- Autres artistes : Jean Dunand, Édouard Schenck

Le Palais de la Porte-Dorée s'inspire de l'architecture arabe : l'architecte Albert Laprade y applique des principes qu'il a pu observer lors de son séjour au Maroc dans les années 1910-1920. Ainsi, il utilise un éclairage indirect zénithal : la lumière naturelle passe à travers de grandes pyramides à degrés, au-dessus des espaces aveugles situés au milieu de l'édifice, et à travers les lanterneaux qui éclairent les galeries d’exposition du dernier étage qui ne possède pas de fenêtres. De même, il reprend l'usage de la ventilation naturelle de l’architecture des pays arabo-musulmans, en aménageant deux petites cours qui s'ouvrent sur l’escalier central, et dans lesquelles circule l’air, provenant du sous-sol.

#### Bas-relief
Le bas-relief de la façade du palais a été réalisé par Alfred Janniot, déjà connu pour la réalisation du décor du paquebot Île-de-France en 1927. Constitué de pierres du Poitou, il s'étend sur 1 128 m2. Il mesure 13 mètres de hauteur sur 90 mètres de largeur et ces dimensions donnent à l'œuvre un aspect monumental. Le bas-relief exprimait les richesses économiques et humaines des colonies françaises. La façade est classée monument historique en 1987.

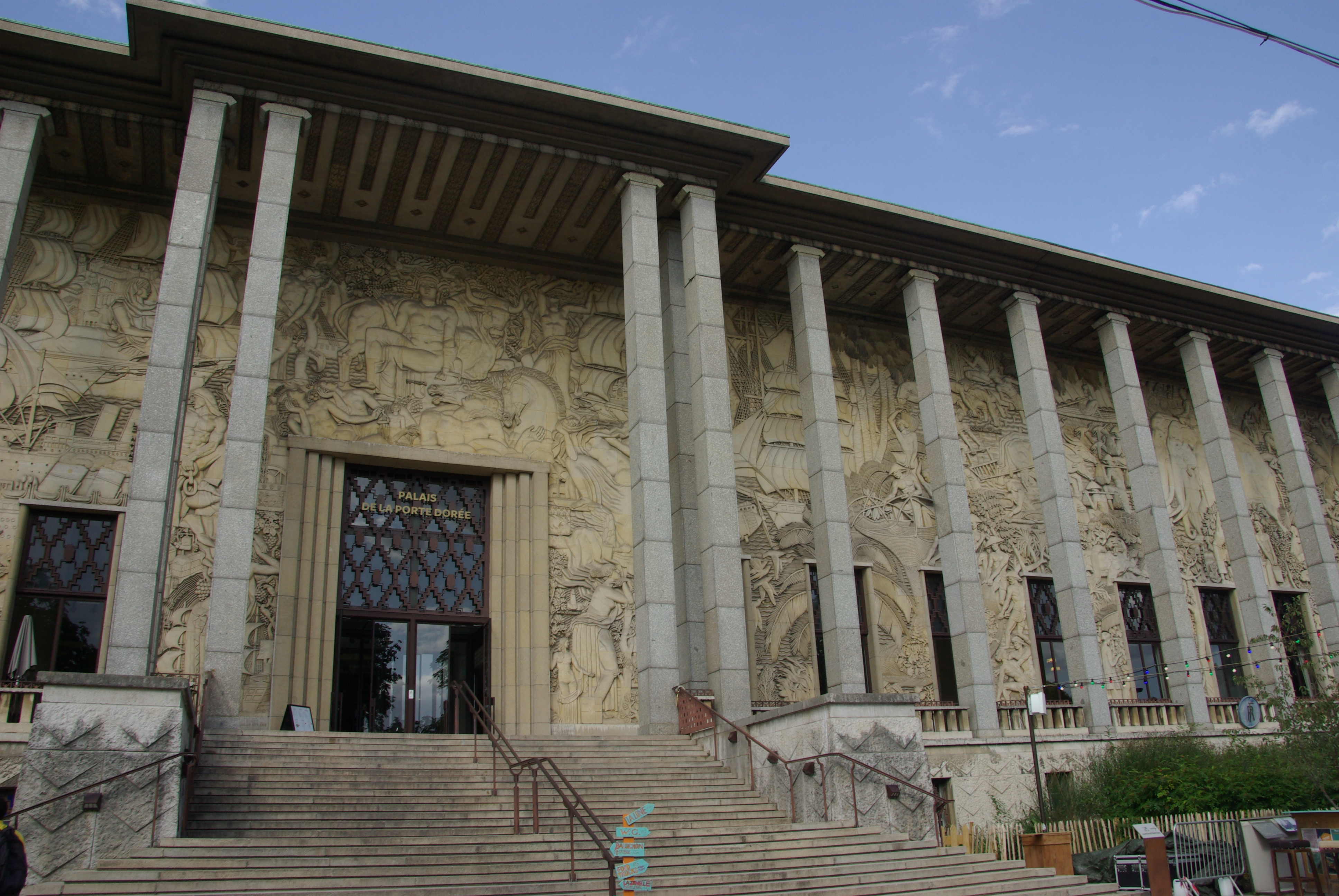
Entrée et bas-reliefs de la façade.

Au dessus de la porte d'entrée sont figurées deux déesses de l'Antiquité : Cérès, déesse des moissons, et Pomone, déesse des fruits. Elle symbolisent l'abondance. De part et d'autre de la porte d'entrée, on trouve des représentations des grands ports maritimes et des aéroports français (Le Havre, Marseille, Bordeaux, Paris) par où arrivent les marchandises importées de l'Afrique, de Madagascar, des Antilles, de l'Asie et de l'Océanie. On aperçoit également des caravelles qui rappellent l'histoire des conquêtes coloniales françaises à l'époque moderne.
Le reste du bas-relief figure des scènes coloniales par continent : pour l'Afrique, une chasse à l'hippopotame, la culture de la canne à sucre, des tisserands ; pour l'Asie, une rizière et une scènes de pêche. En haut, on peut identifier les temples d'Angkor et une ville musulmane avec ses fortifications et ses minarets.
Les sculptures en bas-relief montre un monde colonial apaisé, harmonieux, sans colon : il s'agit d'une œuvre de propagande. Le sculpteur Alfred Janniot s'est cependant beaucoup documenté pour représenter des scènes et des personnages réalistes, des individus avec des costumes différenciés, des détails, dans une approche ethnographique. Les sculptures appartiennent par ailleurs au style classique : les drapés, les corps dénudés et idéalisés rappellent les canons artistiques de l'Antiquité gréco-romaine. Enfin, l'artiste a choisi de ne pas appliquer les règles de la perspective dans un souci d'harmonie. C'est pour cette raison qu'on ne voit pas les pieds des personnages situés en haut de la composition.

#### Salle centrale
La salle centrale, actuellement appelé « Forum », était au moment de l'Exposition coloniale, la salle des fêtes du palais. Elle a été conçue par Albert Laprade ; elle possède une fresque de 600 m2 peinte par Pierre-Henri Ducos de La Haille et les élèves de l'École des beaux-arts. Elle entendait illustrer les apports de la France aux colonies, répondant ainsi au bas-relief extérieur du palais. Elle représente les valeurs apportées par la France sous la forme d'allégories : la paix, la justice, la liberté, la prospérité, le travail, etc. Elle montre également les bienfaits venus de la métropole comme l'art, le commerce, l'industrie, la science, etc. Les peintures mettent en scène les colons au milieu des indigènes. Il s'agit d'une œuvre de propagande qui passe sous silence l'exploitation des colonies.

#### Salons ovales

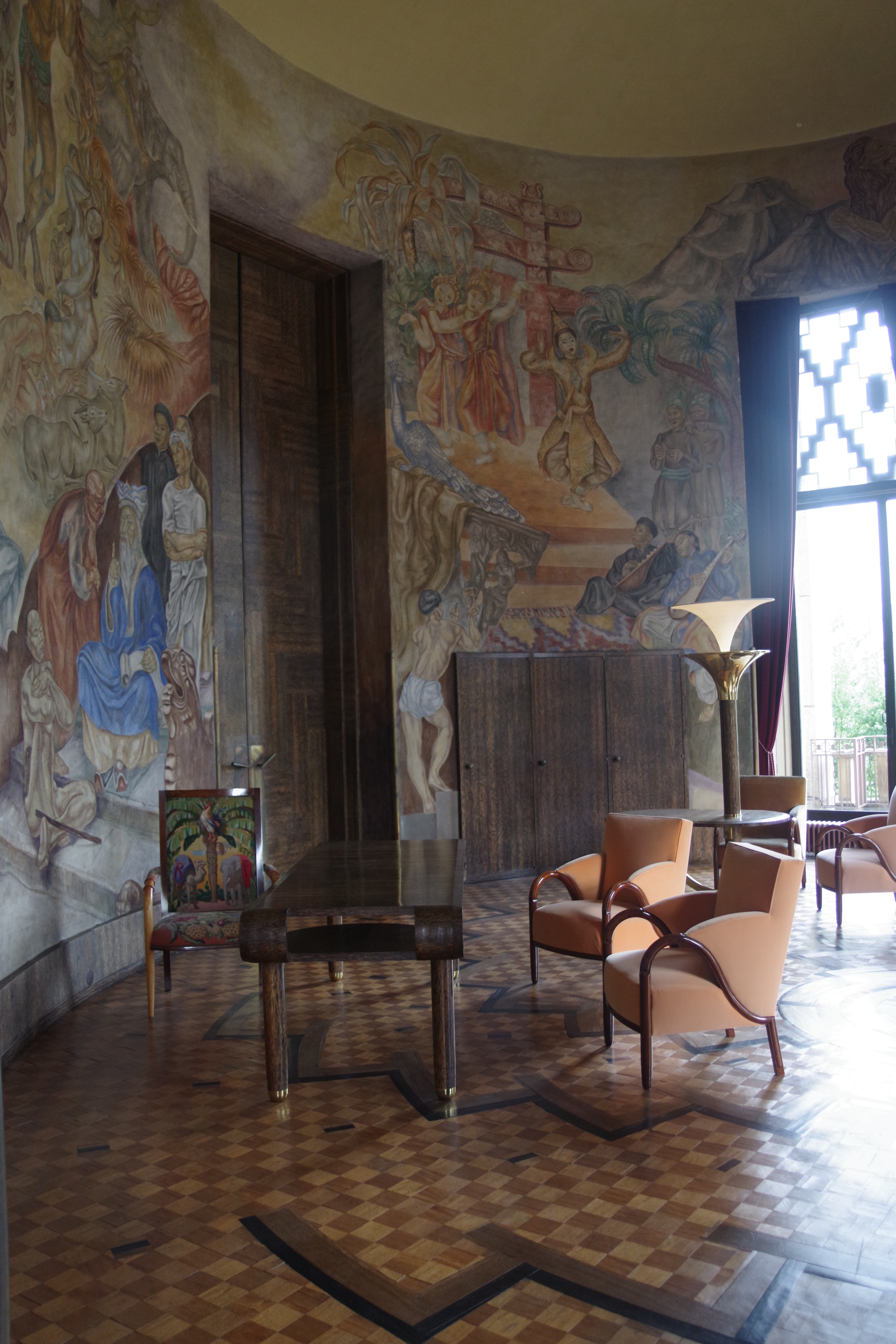
Salon Asie.

Deux salons ovales sont présents de part et d'autre de l'entrée du bâtiment. Ils constituaient les anciens bureaux du ministre des Colonies, Paul Reynaud et du commissaire de l'Exposition, Hubert Lyautey.  Ils symbolisent la contribution intellectuelle et artistique des colonies d'Afrique et d'Asie à la civilisation européenne.
Le premier, appelé salon Afrique, est en réalité le salon Reynaud : en effet le ministre des Colonies Paul Reynaud s'en servit pour organiser des réceptions. D'inspiration africaine, il possède un mobilier de l'ensemblier Jacques-Émile Ruhlmann. Les objets sont fabriqués avec grand soin, en matériaux rares ; ils sont uniques. Les fauteuils éléphants sont en bois d'ébène et maroquin brun. Raymond Subes a créé les vases monumentaux à la manière égyptienne : les années 1920-1930 sont en effet marquées par l'égyptomanie à la suite de la découverte du tombeau de Toutankhamon par Howard Carter. Le parquet est sombre, en bois d'ébène de Macassar, réhaussé de lignes jaunes en bois de citronnier. Les portes sont monumentales et mesurent plus de cinq mètres de hauteur ; leurs poignées sont faites à partir de défenses de phacochère. 
Le salon Afrique est décoré de fresques de Louis Bouquet sur le thème des apports artistiques et intellectuels des colonies d'Afrique à la France. Un côté est consacré à l'Afrique subsaharienne avec des scènes stéréotypées (Africains nus dansant). L'autre côté illustre les apports du Maghreb et à la rencontre des cultures islamique et occidentale avec la représentation du dieu Apollon accompagné d'une muse noire. Le combat contre le dragon est un thème commun aux civilisations chrétienne et musulmane.
Le second salon est appelé salon Asie. Le maréchal Lyautey, commissaire de l'Exposition coloniale, y organisa des réceptions. Il est décoré d'une fresque murale d'André et Ivanna Lemaître : elle représente trois figures spirituelles (Krishna, Bouddha, Confucius), une caravane d'éléphants transportant des produits exotiques, des figures évoquant la danse, la musique et la sculpture. Le parquet représente des figures géométriques en bois précieux d'ébène, de palissandre et de palmier Patawa. D'inspiration asiatique, le salon est meublé par l'ensemblier Eugène Printz. Les grandes lampes, en forme de lotus, évoquent l'Égypte. Un fauteuil conçu par René Prou célèbre la France (avec les lettres R et F pour « République française » et avec le coq) et ses colonies (avec ses pieds en forme de défense et la faune sur la tapisserie).

## Musée de l’Histoire de l’immigration
Depuis le 1er janvier 2012, la Cité nationale de l’histoire de l’immigration a pris le nom de musée de l’Histoire de l’immigration. Il est le seul musée national consacré à l’histoire et aux cultures de l’immigration en France. Ouvert au public depuis 2007, il a été officiellement inauguré le 15 décembre 2014, par le président François Hollande.
À son ouverture, le musée ne disposait pas de collections préalablement constituées. Les collections ont donc dû être créées ex nihilo afin de pouvoir montrer deux siècles d’histoire de l’immigration en France. Aujourd’hui, le musée national de l’Histoire de l’immigration est à la fois un musée d’histoire, un musée de société et un musée d’art contemporain, mettant en valeur les apports de l’immigration à l’histoire et à la culture françaises.
Par ailleurs, le musée porte de nombreuses réflexions sur des sujets d’actualité : migrations, mondialisations, questions identitaires, escalade des nationalismes, climats de tensions. Il est traversé par des enjeux du monde contemporain et son ambition est « d’ouvrir les regards au-delà des représentations ».
Un certain nombre d’expositions temporaires, accompagnées d’une programmation culturelle et artistique spécifique, sont également organisées au musée (Ciao Italia !, Persona grata, Lieux saints partagés, Paris-Londres. Music Migrations (1962-1989), etc.). Elles prolongent les réflexions du parcours permanent, de même que la revue de sciences sociales Hommes & Migrations, éditée par le musée, qui s’est aujourd’hui imposée sur les problématiques liées aux phénomènes migratoires.

## Aquarium tropical
L'aquarium tropical du palais de la Porte-Dorée est installé dans le palais dès sa construction. Il était destiné à montrer aux visiteurs la faune présente dans les colonies. Situé au rez-de-chaussée inférieur du monument, il est longtemps resté le seul aquarium parisien. Sous la direction d’Antoine Gruvel, qui était alors professeur au Muséum d’histoire naturelle, l’aquarium a rapidement été enrichi d’un terrarium qui accueillait au départ des crocodiles du Nil.
Aujourd’hui, l’aquarium tropical du palais de la Porte-Dorée présente un certain nombre d’espèces qu’il est difficile de voir dans la nature. Il met en valeur la diversité, la complexité et la fragilité du monde vivant et souligne l’importance de la préservation des milieux aquatiques. Il présente une importante collection de poissons d'eau douce et d'eau de mer d’un peu partout dans le monde et de tous les Océans mais aussi des cnidaires, des crustacés, des mollusques, des coraux, des raies, des tortues et des alligators.[1] L'aquarium présente fréquemment des expositions temporaires (Baleinopolis, AQUA. L'eau de haut en bas, etc.).

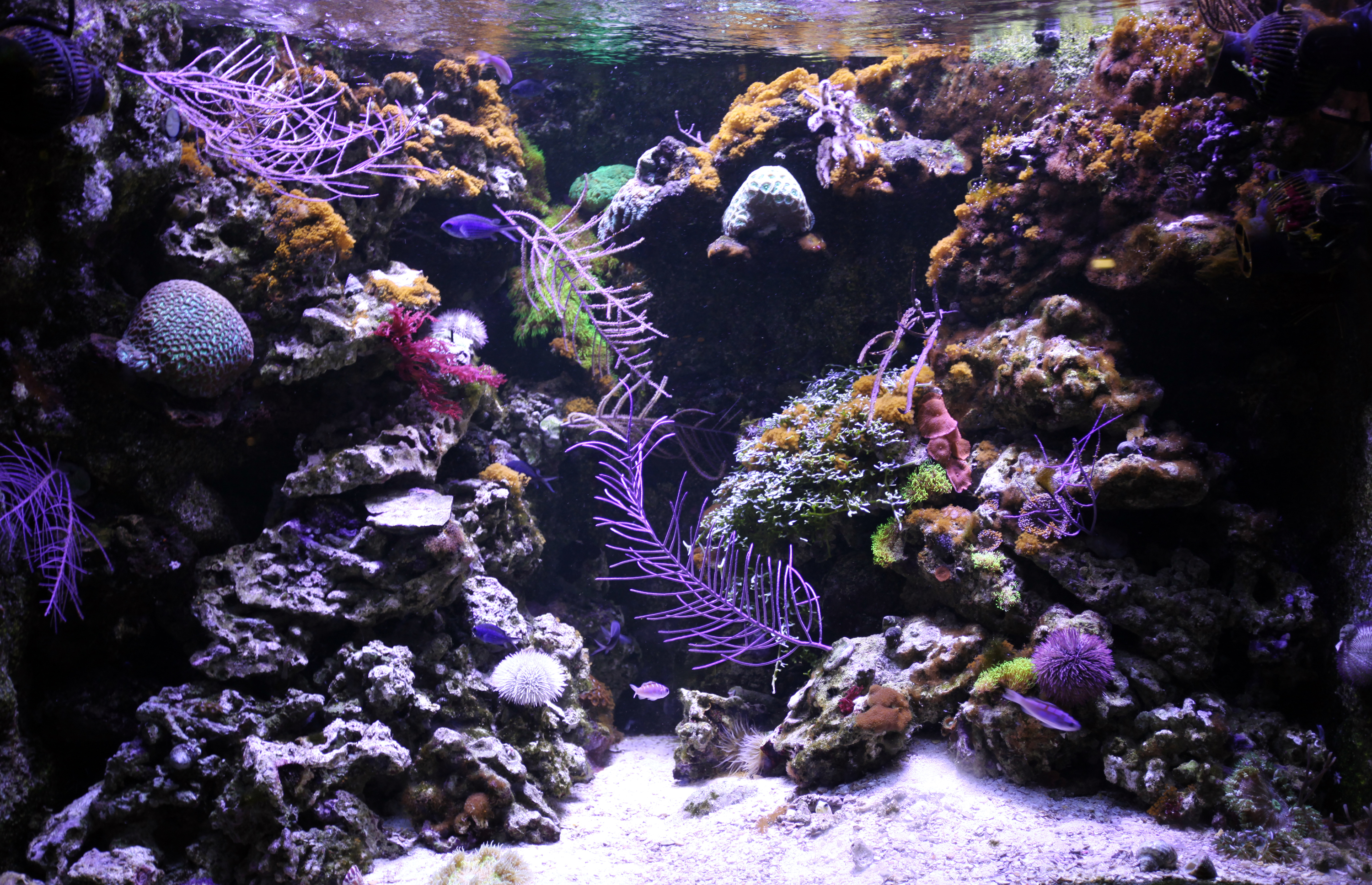
Aquarium récifal (coraux).
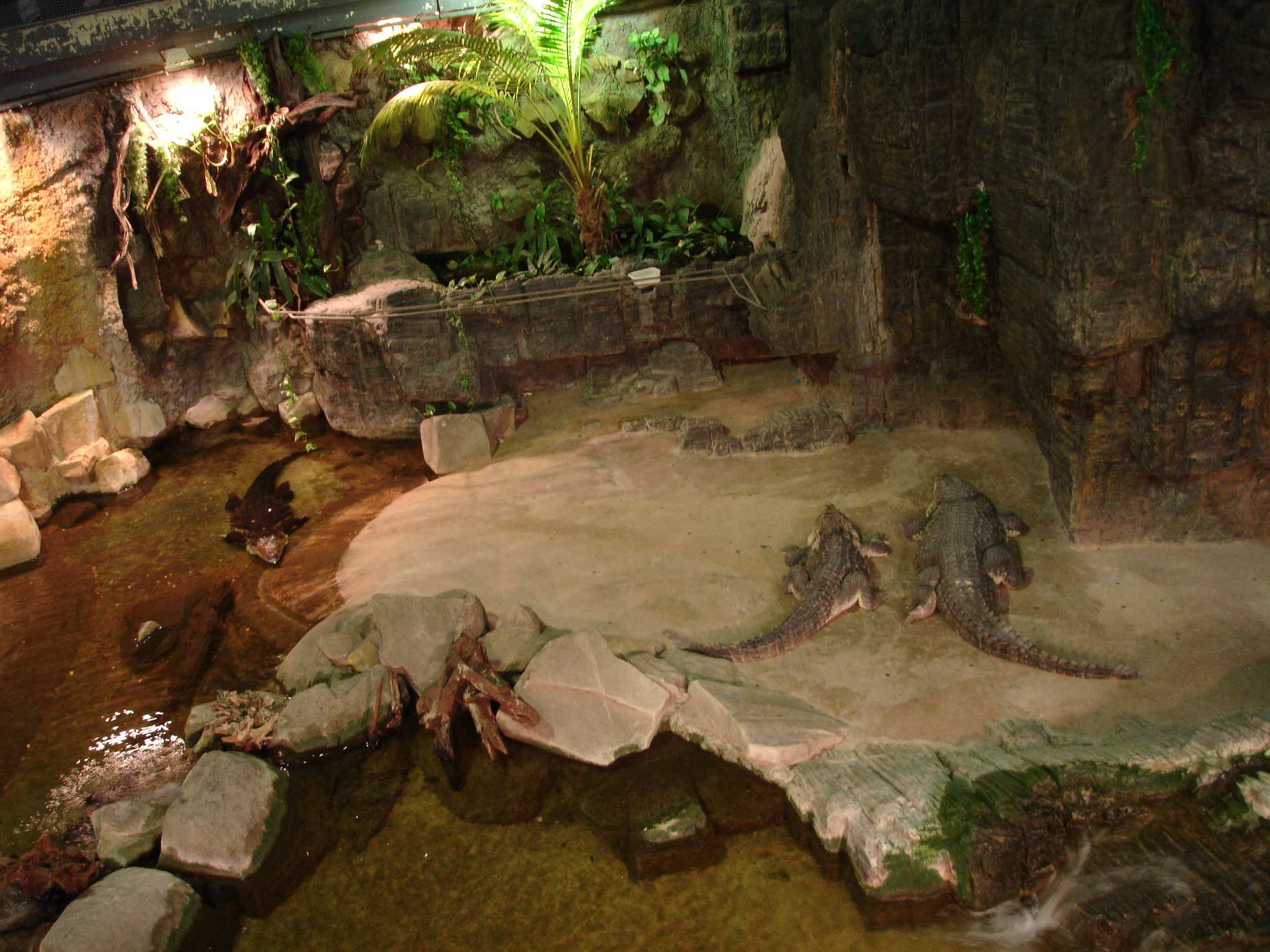
Fosse aux crocodiles.
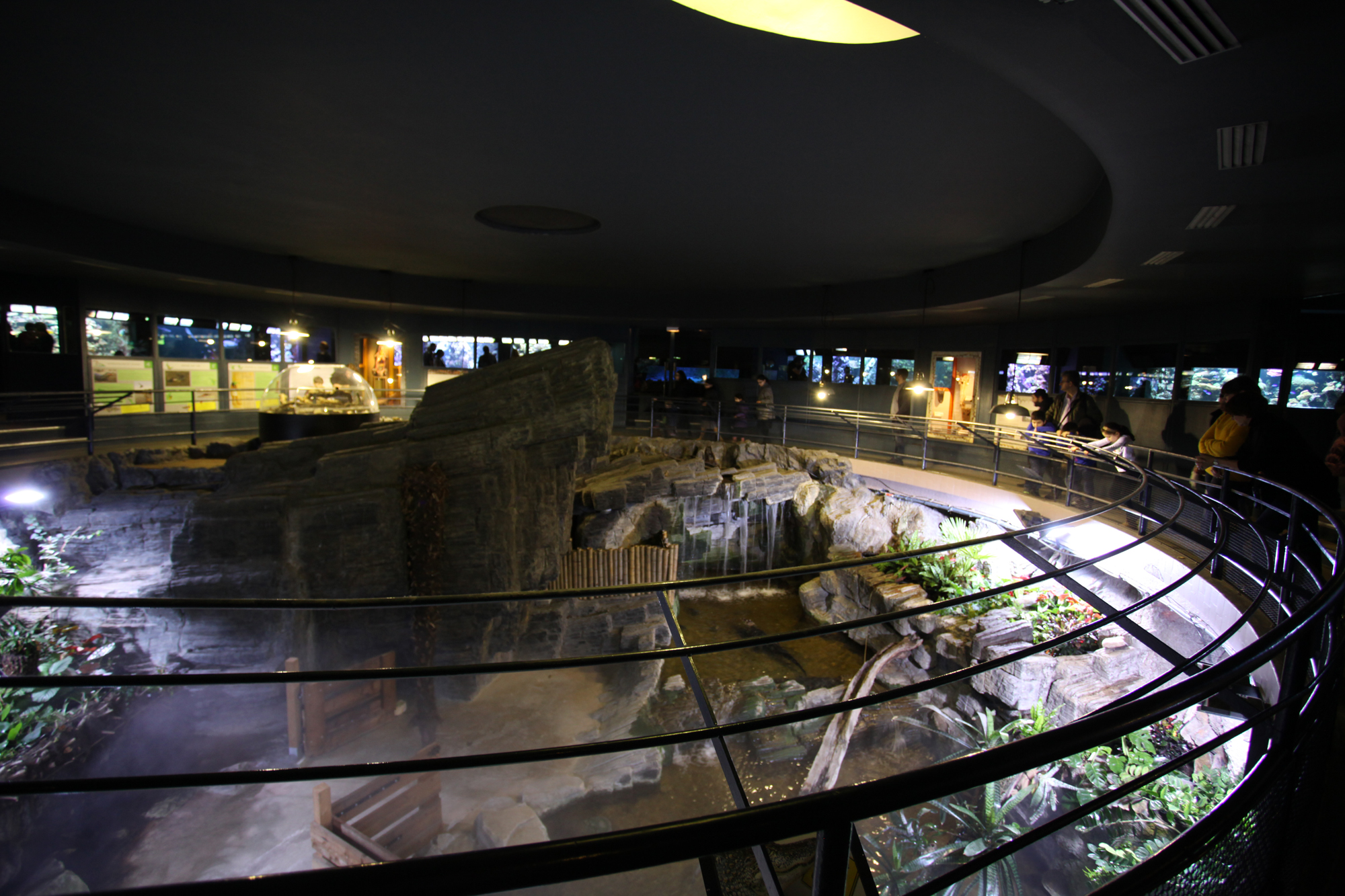
Fosse aux crocodiles.

## Fréquentation
| Année | Entrées gratuites | Entrées payantes | Total   |
| ----- | ----------------- | ---------------- | ------- |
| 2007  | 28 130            | 21 904           | 50 034  |
| 2008  | 59 499            | 34 126           | 93 625  |
| 2009  | 83 760            | 20 293           | 104 053 |
| 2010  | 97 775            | 11 174           | 108 949 |
| 2011  | 51 557            | 13 214           | 64 771  |
| 2012  | 59 155            | 11 484           | 70 639  |
| 2013  | 53 594            | 38 486           | 92 080  |
| 2014  | 57 958            | 52 785           | 110 743 |
| 2015  | 55 714            | 55 916           | 111 630 |
| 2016  | 55 302            | 51 678           | 106 980 |
| 2017  | 105 295           | 80 532           | 185 827 |
| 2018  | 269 424           | 190 452          | 459 876 |
| 2019  | 301 276           | 224 318          | 525 594 |
| 2020  | 111 070           | 108 642          | 219 712 |